# Rodemester
En rodemester var en slags embedsmand, som tidligere fandtes i købstæderne. Hvervet som rodemester var borgerligt ombud, idet der i hvert kvarter eller rode skulle være en rodemester. 
Rodemesterens opgave var at føre tilsyn med borgerne. Han førte mandtal og organiserede folketællinger. Han holdt øje med flytninger og udlejning. I nogle tilfælde skulle han også sørge for indkvartering af tropper, opkræve skatter, holde opsyn med ildsteder og hjælpe brandfogeden. På mange måder svarer funktionen dermed til sognefogeden i landsognene.